# 黑巷少女
《黑巷少女》是1976年的一部法国、加拿大合拍的恐怖推理电影，尼古拉斯·格斯纳执导，朱迪·福斯特、马丁·辛主演。剧本为莱尔德·凯尼格所写，根据凯尼格1974年同名小说改编。剧情主角13岁的神秘女孩赖恩·雅各布斯（福斯特饰），心中有个阴暗秘密的她——关于她那一直不見其人的诗人父亲——一直被新英格兰好事的村民们窺探着。这部影片主要是一部惊悚片，不过包含了恐怖、神秘和浪漫等多重元素。该片获1977年土星奖最佳恐怖电影、最佳女主角奖。

## 劇情
美麗聰慧的十三歲女孩與她的詩人父親同住，但他總是剛好外出，或正趕稿而不得打擾，所以從來沒人見過她的父親。女孩在家自學並找藉口取得學校教材研讀，還要阻止過度好奇的大人們，及嚇阻想佔她便宜的壞蛋。當想保守的秘密意外導致悲劇後，幸而有好心的鄰居朋支幫她掩蓋。於是她找到了足以信任的人，透露了自己的秘密，並發展出戀情。但最終，她還是得獨自面對生活，並解決掉對她的性勒索。

## 外部連結
- 互联网电影数据库（IMDb）上《黑巷少女》的资料（英文）